# Флет дизајн
Flat Design је минималистички приступ дизајнирању корисничког интерфејса, или језик за дизајнирање, често се користи у графичким корисничким интерфејсима (нпр. веб-апликације и апликација за мобилне уређаје) и у графичким материјалима, као што су плакати, уметничка дела, упутства, издавачки производи.

## Дефиниција и сврха
Flat Design је тип интерфејса са минималном употребом стилских елемената који стварају илузију три димензије (нпр. употребом сенке, нагиба или текстура) и фокусиран на минимално коришћење једноставних елемената, типографије и основних боја. Дизајнери преферирају Flat Design јер омогућава да интерфејс буде једноставнији и ефикаснији. Њиме је лакше брзо пренети информације и у исто време изгледа визуелно привлачано и приступачано. Поред тога, то поједностављује дизајн интерфејса који реагује на промене на величине претраживача на различитим уређајима. Са минималним дизајн елементима, веб-сајтови се могу брже учитати и лако скалирати и даље изгледти добро на екранима високе резолуције. Као приступ дизајну, често је у супротности са скеуморфизмом  и богатим дизајном. (Међутим, треба напоменути да Flat Design може користити скеуморфе исто колико и реалистички дизајниран кориснички интерфејс).

## Историја
На Flat Design је највише утицао Међународни типографски стил (такође познат као Швајцарски стил), текстуални кориснички интерфејс Модернизам и стилови који настају у Баухаусу. Сматра се да је Међународни типографски стил имао највећим утицај на Flat Design, а његова појава и популаризација током 1950—их и 1960—их сматра се полазнном тачком за Flat Design, иако се у дигиталном свету појавио тек након неког времена.
У 2002. години, корпорација Мајкрософт је објавио Windows медиа центар, а у 2006. години програм Зуне МП3 плејер, од којих оба садрже елементе Flat Design-а. Дизајн Зуне је чист и једноставан, са фокусом на типографска велика мала слова, силуета-стил логотпита и црној боји фонта. Мајкрософт наставља овај стил дизајна 2010. године дистрибуцијом Windows Phoneа 7 који је изграђен на елементима Flat Design-а уведених са Зуне. У дизајну доминирају велике светле фигуре у пратњи санс-сериф типографије, равне слике и мени са мрежоликом структуром. Захваљујући успеху дизајна телефона Windows 7 Мајкрософт је објавио оперативни систем Windows 8 заснован на Метро дизајну са истим елементима Flat Design-а. Употреба јарких боја, једноставна типографија, дуге сенке и духови тастери су неке од најважнијих елемената Flat Design-а за веб. Као и пре, у дизајну доминирају облик мреже, оштрии углови, светле боје и јасне типографије. Мајкрософт је од тада пребацио своје тренутне производе на Метро дизајн, укључујући Xbox 360, Мајкрософт офице и Мајкрософт веб страницу.
У 2013, Епл је објавио Иос 7 који истиче елементе раног дизајна корисничког интерфејса , удаљавајући се од скеуморфског дизахна.

## Значајни примери
Модерни примери Flat Design-а укључују Мајкрософтов Метро, дизајн коришћен на Еплпвом Иос 7 и Гуглов материјални дизајн, иако он није потпуно раван, а интензивна употреба анимације негира неке предности једноставнијег Flat Design-а.